# Zebronia paeonialis
Zebronia paeonialis là một loài bướm đêm trong họ Crambidae.